# Hypoperigea tonsa
Hypoperigea tonsa är en fjärilsart som beskrevs av Achille Guenée 1852. Hypoperigea tonsa ingår i släktet Hypoperigea och familjen nattflyn. Inga underarter finns listade i Catalogue of Life.

## Bildgalleri

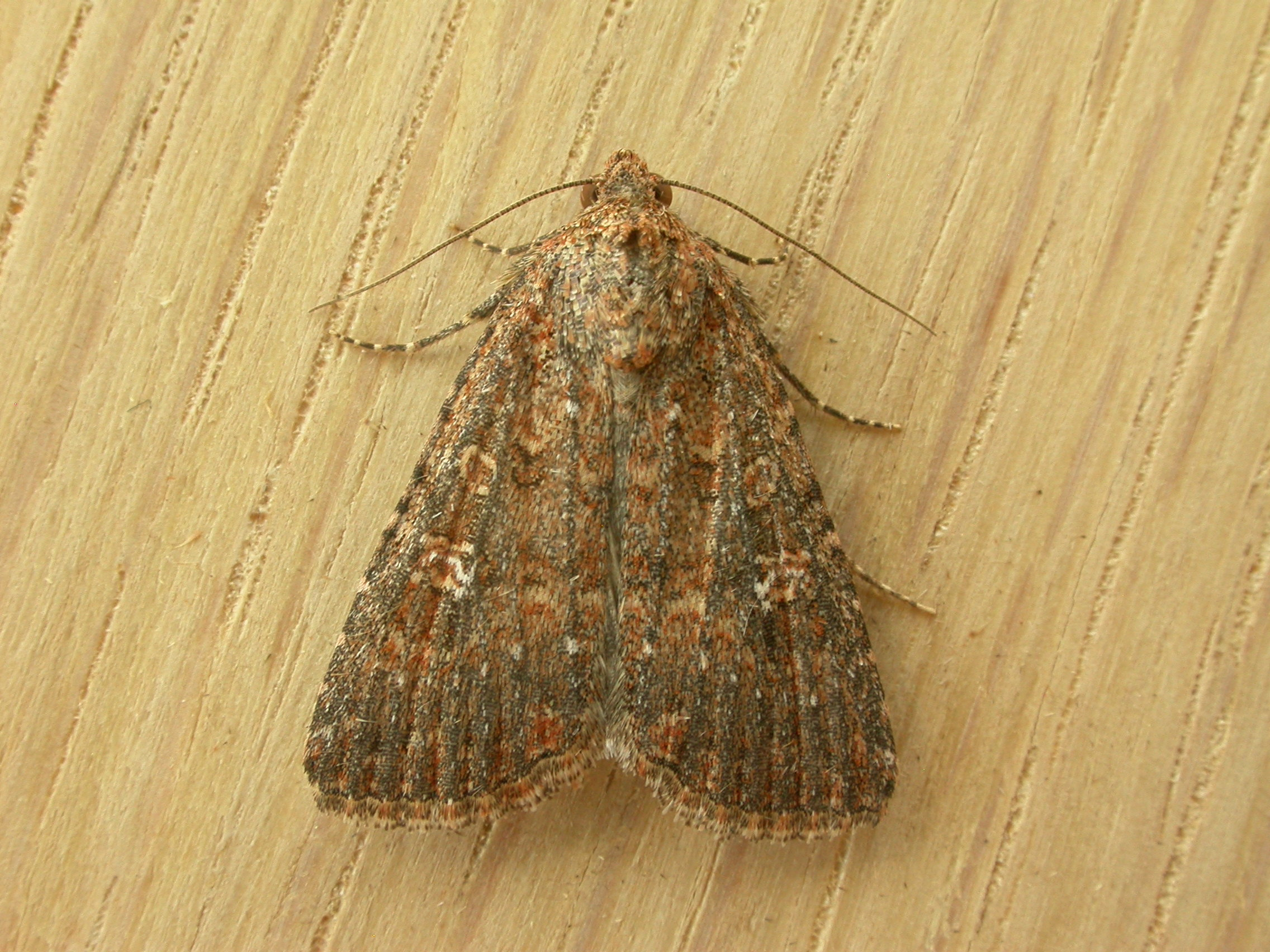
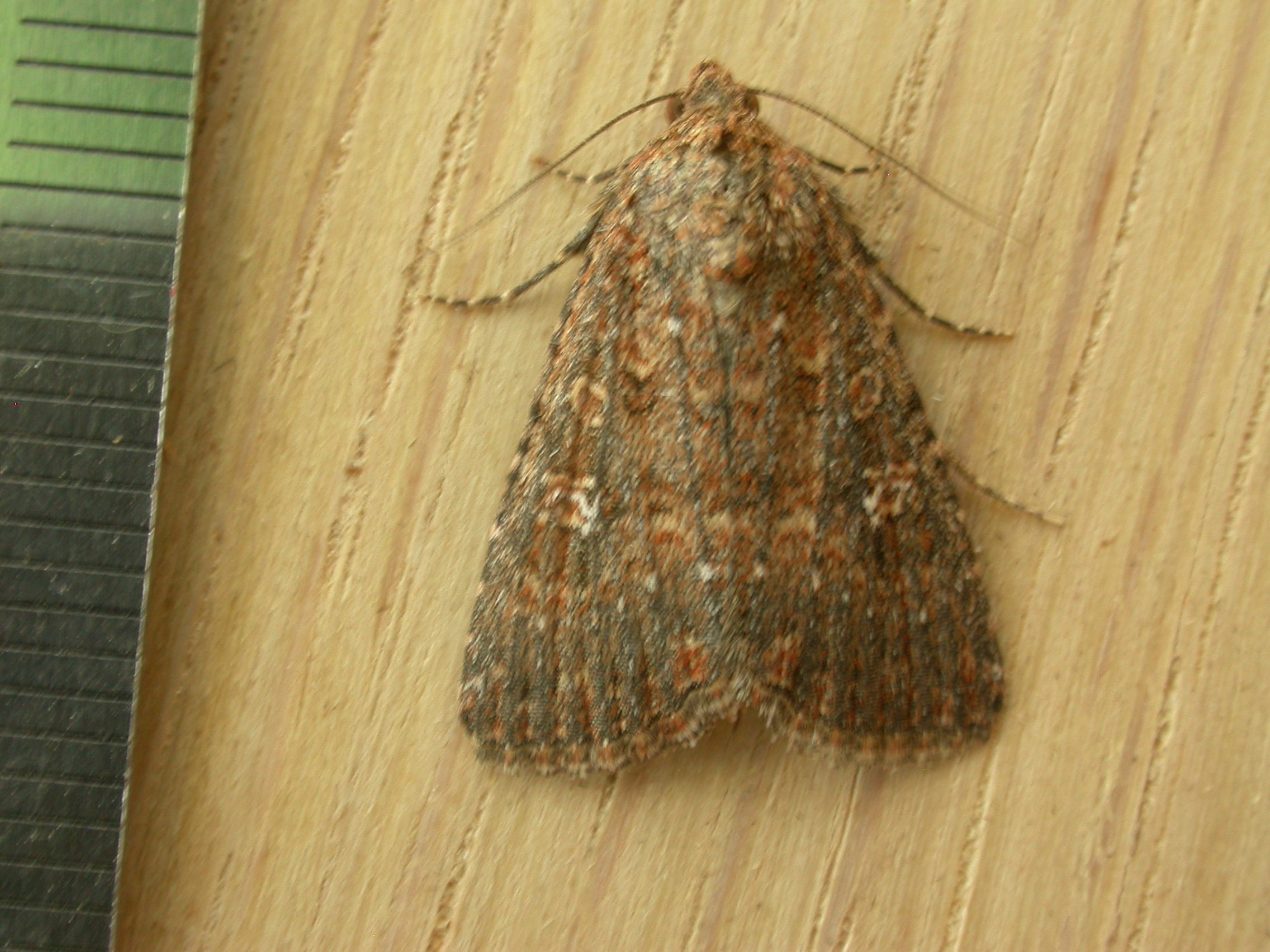
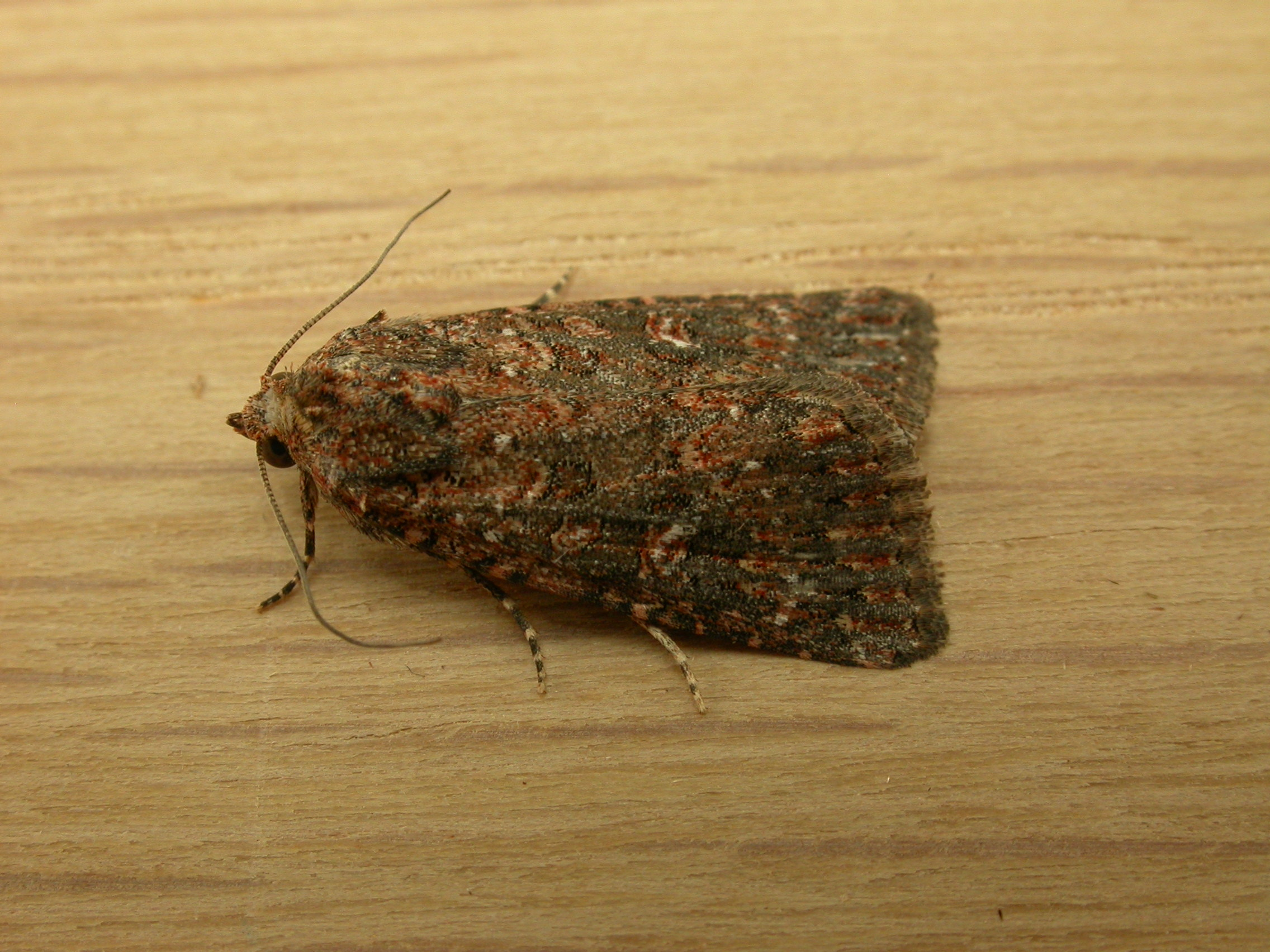
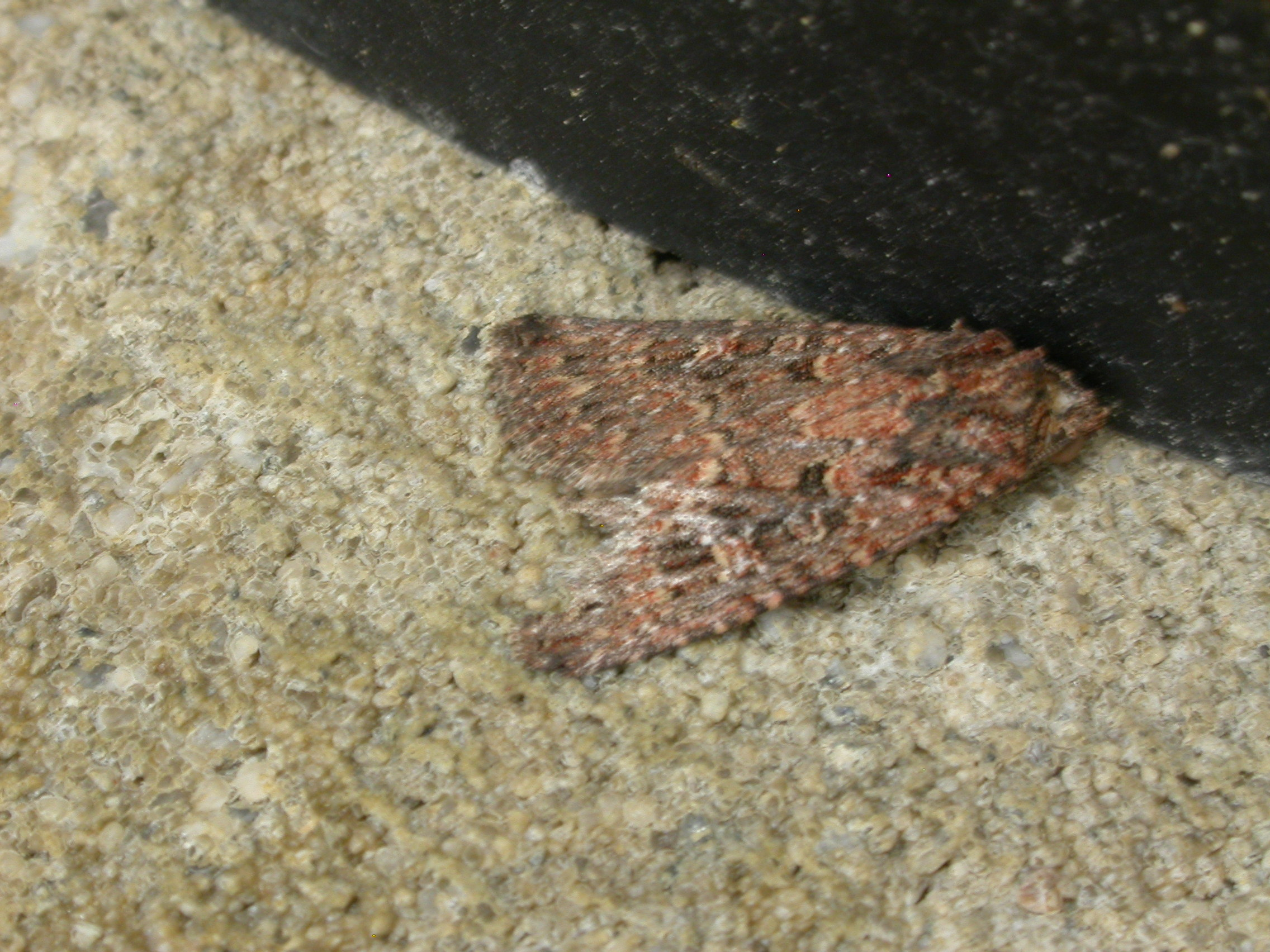